# Sylvia Weve
Sylvia Weve (Utrecht, 28 mei 1954) is een Nederlandse illustrator.

## Biografie
Weve is geboren in Utrecht maar groeide op in Roosendaal. In 1976 voltooide zij haar opleiding aan de Academie voor beeldende kunsten Arnhem (afdeling grafische vormgeving). Sinds 1978 woont zij in Amsterdam.
Na voor diverse kranten en tijdschriften te hebben gewerkt, verscheen in 1980 het eerste door haar geïllustreerde kinderboek, Een noom op school. Inmiddels heeft zij meer dan tweehonderd voornamelijk kinderboeken geïllustreerd en talloze tekeningen gemaakt voor onder andere de Volkskrant, Playboy, Opzij, Vrij Nederland, het Holland Festival en Milieudefensie. Van 1986 tot 1993 was zij als docent illustratieve vormgeving verbonden aan de Academie voor beeldende kunsten Arnhem.
Bij uitgeverij Hillen verscheen in 2006 Kip en ei, het eerste prentenboek waarvoor Sylvia Weve ook de tekst schreef. In 2018 verscheen Logboek van tot nu toe onbekende dieren, waarvoor ze opnieuw zowel de tekst als de illustraties verzorgde. Eveneens in 2018 verscheen een door haar geïllustreerde versie van Het duister dat ons scheidt, roman van Renate Dorrestein.
Weve tekent expressief, met veel vaart en beweging. In de eerste jaren tekende ze voornamelijk met een bot gemaakte pen en Oost-Indische inkt. Voor kleurgebruik was viltstift haar belangrijkste materiaal. Met de komst van digitale middelen veranderde haar aanpak. Sindsdien bouwt zij haar illustraties op door voor iedere tekening digitale en traditionele technieken te combineren.
Internationaal kreeg Sylvia Weve waardering voor haar illustraties in Ik leer je liedjes van verlangen, en aan je apenstaartje hangen, waarvoor Bette Westera de tekst schreef. Het boek stond op de IBBY Honour List 2012. Voor haar hele oeuvre werd Weve door IBBY Nederland genomineerd voor de ALMA, de Astrid Lindgren Memorial Award, zowel voor 2018 als 2019.
Nationaal is haar werk gedurende haar hele carrière met prijzen bekroond, waaronder de Max Velthuijs-prijs 2019 voor haar gehele oeuvre.

## Prijzen
- Zilveren Penseel (1984), voor haar tekeningen in Oma, waar blijft de taart? van Veronica Hazelhoff
- Zilveren Penseel (1991), voor haar tekeningen in Het bad van de zandloper van Rindert Kromhout
- Prof. Pi-prijs, oeuvreprijs voor illustratie (1996)
- Vlag en Wimpel (penseeljury) (2007), voor Kip en ei met tekst van haarzelf
- Gouden Penseel (2013)[5], voor haar tekeningen in Aan de kant, ik ben je oma niet! van Bette Westera
- Vlag en Wimpel (penseeljury) (2015), voor haar tekeningen in Doodgewoon van Bette Westera
- Woutertje Pieterse Prijs (2015)[6], samen met Bette Westera, voor Doodgewoon
- Max Velthuijs-prijs (2019), de oeuvreprijs voor kinderboekillustratoren[7]
- White Raven (2019), voor Zo kreeg Midas ezelsoren, samen met de auteur Maria van Donkelaar. De White Raven is een selectie van bijzondere kinder- en jeugdboeken van over de hele wereld, gemaakt door de Internationale Jugendbibliothek in München
- Shortlist Hans Christian Andersen Prijs (2020)[8]
- Woutertje Pieterse Prijs (2020), samen met Bette Westera, voor Uit elkaar
- Zilveren Griffel (2020), samen met Bette Westera, voor Dit is geen Cobra

## Bestseller 60
| Boeken met noteringen in de Nederlandse Bestseller 60 | Jaar van verschijnen | Datum van binnenkomst | Hoogste positie | Aantal weken | Opmerkingen                       |
| ----------------------------------------------------- | -------------------- | --------------------- | --------------- | ------------ | --------------------------------- |
| Doodgewoon                                            | 2014                 | 14-10-2015            | 11              | 2            | in samenwerking met Bette Westera |
| Uit elkaar                                            | 2019                 | 09-10-2020            | 37              | 2            | in samenwerking met Bette Westera |